# Serie A2 2018-2019 (pallanuoto maschile)
La Serie A2 2018-2019 è la 35ª edizione di questo torneo, che dal 1984-1985 rappresenta il secondo livello del campionato italiano maschile di pallanuoto.
La prima fase del campionato si è aperta il 24 novembre 2018.
Tra le 24 squadre partecipanti, le due retrocesse dalla Serie A1 sono Torino '81 e Acquachiara; le quattro squadre promosse dalla Serie B sono: Sturla, Brescia Waterpolo, Rari Nantes Crotone e CUS Messina.

## Squadre partecipanti

### Girone Nord
| Club              | Città              | Piscina                                            | Stagione 2017-2018                                              |
| ----------------- | ------------------ | -------------------------------------------------- | --------------------------------------------------------------- |
| Brescia           | Brescia            | Centro Natatorio Mompiano                          | 1ª nel girone 2 di Serie B; promossa dopo gli spareggi play-off |
| Camogli           | Camogli (GE)       | Piscina Comunale "Giuva Baldini"                   | 6ª nel girone Nord di Serie A2                                  |
| Civitavecchia     | Civitavecchia (RM) | Stadio del Nuoto "Marco Galli"                     | 4ª nel girone Sud di Serie A2; semifinalista play-off           |
| Como              | Como               | Piscina Olimpica Comunale                          | 8ª nel girone Nord di Serie A2                                  |
| Crocera Stadium   | Genova             | PalaGym Crocera Stadium                            | 3ª nel girone Nord di Serie A2; semifinalista play-off          |
| Lavagna '90       | Lavagna (GE)       | Piscina Comunale                                   | 5ª nel girone Nord di Serie A2                                  |
| Plebiscito Padova | Padova             | Centro Sportivo del Plebiscito                     | 4ª nel girone Nord di Serie A2; semifinalista play-off          |
| President Bologna | Bologna            | Piscina Carmen Longo                               | 2ª nel girone Nord di Serie A2; finalista play-off              |
| Sori              | Sori (GE)          | Piscina Comunale                                   | 9ª nel girone Nord di Serie A2                                  |
| Sturla            | Genova             | Piscina Comunale "Gianni Vassallo" (Bogliasco, GE) | 1ª nel girone 1 di Serie B; promossa dopo gli spareggi play-off |
| Torino '81        | Torino             | Palazzo del Nuoto                                  | 11° Serie A1; retrocessa dopo gli spareggi play-out             |
| Vela Ancona       | Ancona             | Piscina del Passetto                               | 7ª nel girone Nord di Serie A2                                  |

### Girone Sud
| Club            | Città             | Piscina                                         | Stagione 2017-2018                                               |
| --------------- | ----------------- | ----------------------------------------------- | ---------------------------------------------------------------- |
| Acquachiara     | Napoli            | Piscina Comunale (Santa Maria Capua Vetere, CE) | 12ª in Serie A1                                                  |
| Arechi          | Salerno           | Piscina Comunale "Simone Vitale"                | 11ª nel girone Sud di Serie A2; salva dopo gli spareggi play-out |
| CUS Messina     | Messina           | Piscina Olimpica C.U.S.                         | 1ª nel girone 4 di Serie B; promossa dopo gli spareggi play-off  |
| Cesport Italia  | Napoli            | Piscina "Alba Oriens" (Casoria, NA)             | 9ª nel girone Sud di Serie A2                                    |
| Crotone         | Crotone           | Piscina Olimpionica                             | 2ª nel girone 4 di Serie B; promossa dopo gli spareggi play-off  |
| Latina          | Latina            | Piscina Comunale (Anzio, RM)                    | 3ª nel girone Sud di Serie A2; semifinalista play-off            |
| Muri Antichi    | Tremestieri Etneo | Piscina di Nesima (Catania)                     | 6ª nel girone Sud di Serie A2                                    |
| Pescara         | Pescara           | Piscine "Le Naiadi"                             | 5ª nel girone Sud di Serie A2                                    |
| Salerno         | Salerno           | Piscina Comunale "Simone Vitale"                | 2ª nel girone Sud di Serie A2; finalista play-off                |
| Olympic Roma    | Roma              | Foro Italico - Piscina dei "Mosaici"            | 10ª nel girone Sud di Serie A2; salva dopo gli spareggi play-out |
| Roma Vis Nova   | Roma              | Piscina Comunale (Monterotondo, RM)             | 7ª nel girone Sud di Serie A2                                    |
| Telimar Palermo | Palermo           | Piscina Olimpica Comunale                       | 8ª nel girone Sud di Serie A2                                    |

## Prima fase

### Girone Nord

#### Classifica
|  |     | Prima fase 2018-2019 | Pti | G  | V  | N | P  | GF  | GS  | DR  |
|  | --- | -------------------- | --- | -- | -- | - | -- | --- | --- | --- |
|  | 1.  | Camogli              | 55  | 22 | 18 | 1 | 3  | 221 | 146 | +75 |
|  | 2.  | Torino '81           | 50  | 22 | 16 | 2 | 4  | 220 | 172 | +48 |
|  | 3.  | President Bologna    | 46  | 22 | 15 | 1 | 6  | 170 | 140 | +30 |
|  | 4.  | Vela Ancona          | 45  | 22 | 15 | 0 | 7  | 186 | 158 | +28 |
|  | 5.  | Lavagna '90          | 42  | 22 | 14 | 0 | 8  | 208 | 156 | +52 |
|  | 6.  | Crocera Stadium      | 26  | 22 | 8  | 2 | 12 | 175 | 185 | -10 |
|  | 7.  | Civitavecchia        | 26  | 22 | 8  | 2 | 12 | 168 | 204 | -36 |
|  | 8.  | Sturla               | 24  | 22 | 8  | 0 | 14 | 142 | 185 | -43 |
|  | 9.  | Como                 | 24  | 22 | 7  | 3 | 12 | 168 | 185 | -17 |
|  | 10. | Plebiscito Padova    | 21  | 22 | 6  | 3 | 13 | 149 | 187 | -38 |
|  | 11. | Brescia              | 15  | 22 | 4  | 3 | 15 | 144 | 184 | -40 |
|  | 12. | Sori                 | 12  | 22 | 3  | 3 | 16 | 134 | 183 | -49 |

### Girone Sud

#### Classifica
|  |     | Prima fase 2018-2019 | Pti | G  | V  | N | P  | GF  | GS  | DR  |
|  | --- | -------------------- | --- | -- | -- | - | -- | --- | --- | --- |
|  | 1.  | Salerno              | 52  | 22 | 16 | 4 | 2  | 220 | 153 | +67 |
|  | 2.  | Telimar Palermo      | 44  | 22 | 14 | 2 | 6  | 217 | 179 | +38 |
|  | 3.  | Latina               | 41  | 22 | 13 | 2 | 7  | 236 | 177 | +59 |
|  | 4.  | Pescara              | 41  | 22 | 12 | 5 | 5  | 185 | 167 | +18 |
|  | 5.  | CUS Messina          | 40  | 22 | 13 | 1 | 8  | 193 | 200 | -7  |
|  | 6.  | Roma Vis Nova        | 40  | 22 | 13 | 1 | 8  | 177 | 159 | +18 |
|  | 7.  | Olympic Roma         | 34  | 22 | 11 | 1 | 10 | 182 | 166 | +16 |
|  | 8.  | Acquachiara          | 24  | 22 | 7  | 3 | 12 | 160 | 188 | -28 |
|  | 9.  | Arechi               | 21  | 22 | 6  | 3 | 13 | 150 | 171 | -21 |
|  | 10. | Cesport Italia       | 20  | 22 | 6  | 2 | 14 | 173 | 204 | -31 |
|  | 11. | Muri Antichi         | 14  | 22 | 4  | 2 | 16 | 152 | 201 | -49 |
|  | 12. | Crotone              | 11  | 22 | 3  | 2 | 17 | 141 | 221 | -80 |

## Play-off

### Tabellone 1
|  | Semifinali | Semifinali        | Semifinali        | Semifinali | Semifinali |  |  | Finale          | Finale          | Finale          | Finale | Finale |  |
|  |            |                   |                   |            |            |  |  |                 |                 |                 |        |        |  |
|  | 1N         | Camogli           | 10                | 9          | 4          |  |  |                 |                 |                 |        |        |  |
|  | 4S         | Pescara           | 7                 | 11         | 3          |  |  | Camogli         | Camogli         | Camogli         | 8      | 7      |  |
|  | 2S         | Telimar Palermo   | Telimar Palermo   | 9          | 12         |  |  | Telimar Palermo | Telimar Palermo | Telimar Palermo | 11     | 9      |  |
|  | 3N         | President Bologna | President Bologna | 6          | 10         |  |  |                 |                 |                 |        |        |  |

### Tabellone 2
|  | Semifinali | Semifinali  | Semifinali  | Semifinali | Semifinali |  |  | Finale  | Finale  | Finale  | Finale | Finale |  |
|  |            |             |             |            |            |  |  |         |         |         |        |        |  |
|  | 1S         | Salerno     | Salerno     | 14         | 13         |  |  |         |         |         |        |        |  |
|  | 4N         | Vela Ancona | Vela Ancona | 6          | 4          |  |  | Salerno | Salerno | Salerno | 8      | 12     |  |
|  | 2N         | Torino '81  | Torino '81  | 10         | 5          |  |  | Latina  | Latina  | Latina  | 7      | 11     |  |
|  | 3S         | Latina      | Latina      | 12         | 13         |  |  |         |         |         |        |        |  |

## Play-out
|                                  | Gara 1 | Gara 2 | Gara 3 |
| -------------------------------- | ------ | ------ | ------ |
| Plebiscito Padova - Muri Antichi | 9-7    | 7-9    | 2-7    |
| Cesport Italia - Brescia         | 8-7    | 9-7    |        |

## Verdetti
- Salerno e  Telimar Palermo promosse in Serie A1.
- Plebiscito Padova,  Brescia,  Sori e  Crotone retrocesse in Serie B.